# BMW Motormanagement System
BMS staat voor: BMW Motormanagement System.
Dit is een digitaal motormanagement systeem dat werd toegepast op de BMW F 650 GS/F 650 GS Dakar (2000), de C1 en latere motorfietsmodellen.